# 527 Евріанта
527 Евріанта (527 Euryanthe) — астероїд головного поясу, відкритий 20 березня 1904 року Максом Вольфом у Гейдельберзі.